# Ministre en chef
Le ministre en chef (en anglais : Chief Minister) est le chef du gouvernement d'un État fédéré ou d'une province d'un État fédéral comme un État ou territoire de l'Inde, un territoire en Australie ou une province du Pakistan, ou bien encore d'un territoire britannique d'outre-mer. 
Il est également utilisé pour désigner le chef du gouvernement d'un État ou d'un territoire de la fédération de Malaisie qui n'est pas une monarchie.
Enfin, le titre désigne aussi le chef de l'exécutif dans les dépendances de la couronne britannique de l'île de Man depuis 1986, de Guernesey de 2004 à 2016 et de Jersey depuis 2005.

## Inde
En Inde, un ministre en chef (anglais : Chief Minister) est le chef de gouvernement d'un des vingt-huit États ou des territoires de Puducherry, Jammu-et-Cachemire ou Delhi.
La Constitution de l'Inde prévoit que le gouverneur nommé par le président soit de jure à la tête de l'État mais que le pouvoir exécutif est exercé par le ministre en chef et son gouvernement qui sont responsables devant l'Assemblée législative de l'État.

## Anguilla
Le premier ministre d'Anguilla (Premier of Anguilla) est le chef du gouvernement local d'Anguilla, territoire britannique d'outre-mer situé au nord des Petites Antilles. La fonction est exercée par le chef du parti majoritaire à l'Assemblée. Il est formellement nommé par le gouverneur, représentant de la Couronne britannique.

## Jersey et Guernesey

### Jersey
Le ministre en chef de Jersey (en anglais : Chief minister of Jersey ; en jersiais : Chef Minnistre dé Jèrri) est le chef du gouvernement du bailliage de Jersey, une des dépendances de la Couronne britannique. Il est élu par les États de Jersey — le parlement de l'île — et non directement par la population.

## Gibraltar
Le Ministre en chef de Gibraltar (en anglais : Chief Minister of Gibraltar) est le chef du gouvernement de Gibraltar, un territoire d'outre-mer du Royaume-Uni. Il a pour fonction de diriger le gouvernement de Gibraltar et est responsable de son action devant le Parlement qui peut le renverser.

## Sainte-Hélène
Le ministre en chef de Sainte-Hélène (en anglais : Chief Minister of Saint Helena) est le chef du gouvernement local de Sainte-Hélène, principale composante du territoire britannique d'outre-mer de Sainte-Hélène, Ascension et Tristan da Cunha. 
Le ministre en chef est choisi par le Conseil législatif et formellement nommé par le gouverneur. Chef du gouvernement de l'île, il nomme quatre ministres parmi les membres du Conseil législatif, sur le modèle d'un système parlementaire classique. Ensemble, ils constituent le Conseil exécutif de l'île dont sont également membres le gouverneur, qui le préside, et le procureur général, membre de droit,.

## Pakistan

### Baloutchistan
Le ministre en chef ou Chief minister du Baloutchistan est le chef du gouvernement local de la province du Baloutchistan.
| Ministre en chef                 | Début de mandat   | Fin de mandat     | Parti politique                 |
| -------------------------------- | ----------------- | ----------------- | ------------------------------- |
| Ataullah Mengal                  | 1er mai 1972      | 13 février 1973   | Parti Awami national (Wali)     |
| Poste vacant                     | 13 février 1973   | 27 avril 1973     |                                 |
| Jam Ghulam Qadir Khan (en) (1er) | 27 avril 1973     | 31 décembre 1974  | Parti du peuple pakistanais     |
| Poste vacant                     | 31 décembre 1974  | 6 décembre 1976   |                                 |
| Sardar Mohammad Khan Barozai     | 7 décembre 1976   | 5 juillet 1977    | Parti du peuple pakistanais     |
| Poste vacant (loi martiale)      | 5 juillet 1977    | 6 avril 1985      |                                 |
| Jam Ghulam Qadir Khan (en) (2e)  | 6 avril 1985      | 29 mai 1988       | Indépendant                     |
| Zafarullah Khan Jamali (1er)     | 24 juin 1988      | 24 décembre 1988  | Alliance démocratique islamique |
| Khuda Bux Marri                  | 24 décembre 1988  | 5 février 1989    | Indépendant                     |
| Nawab Akbar Khan Bugti (en)      | 5 février 1989    | 7 août 1990       | Balochistan National Alliance   |
| Mir Humayun Khan Marri           | 7 août 1990       | 17 novembre 1990  |                                 |
| Taj Muhammad Jamali (en)         | 17 novembre 1990  | 22 mai 1993       | Alliance démocratique islamique |
| Zulfikar Ali Magsi (en) (1er)    | 30 mai 1993       | 19 juillet 1993   | Indépendant                     |
| Mohammad Nasir Mengal (en)       | 19 juillet 1993   | 20 octobre 1993   | Indépendant                     |
| Zulfikar Ali Magsi (en) (2e)     | 20 octobre 1993   | 9 novembre 1996   | Indépendant                     |
| Zafarullah Khan Jamali (2e)      | 9 novembre 1996   | 22 février 1997   | Indépendant                     |
| Akhtar Mengal (en)               | 22 février 1997   | 29 juillet 1998   | Parti national baloutche        |
| Jan Mohammad Jamali (en)         | 13 août 1998      | 12 octobre 1999   | Indépendant                     |
| Poste vacant (loi martiale)      | 12 octobre 1999   | 1er décembre 2002 |                                 |
| Jam Mohammad Yousaf (en)         | 1er décembre 2002 | 19 novembre 2007  | Ligue musulmane du Pakistan (Q) |
| Mohammad Saleh Bhutani (en)      | 19 novembre 2007  | 8 avril 2008      |                                 |
| Aslam Raisani (en)               | 9 avril 2008      | 14 janvier 2013   | Parti du peuple pakistanais     |
| Poste vacant                     | 14 janvier 2013   | 13 mars 2013      |                                 |
| Aslam Raisani (en)               | 13 mars 2013      | 23 mars 2013      | Parti du peuple pakistanais     |
| Nawab Ghous Bakhsh Barozai (en)  | 23 mars 2013      | 7 juin 2013       |                                 |
| Abdul Malik Baloch               | 7 juin 2013       | 23 décembre 2015  | Parti national                  |
| Sanaullah Zehri                  | 24 décembre 2015  | 9 janvier 2018    | Ligue musulmane du Pakistan (N) |
| Abdul Quddus Bizenjo             | 13 janvier 2018   | 7 juin 2018       | Parti baloutche Awami           |
| Alauddin Marri (en)              | 8 juin 2018       | 18 août 2018      | -                               |
| Jam Kamal Khan                   | 18 août 2018      | 24 octobre 2021   | Parti baloutche Awami           |
| Abdul Quddus Bizenjo             | 29 octobre 2021   | 18 août 2023      | Parti baloutche Awami           |
| Ali Mardan Khan Domki (en)       | 18 août 2023      | 2 mars 2024       |                                 |
| Sarfraz Bugti (en)               | 2 mars 2024       | en fonction       | Parti du peuple pakistanais     |

### Khyber Pakhtunkhwa
Le ministre en chef ou Chief minister de Khyber Pakhtunkhwa est le chef du gouvernement provincial de la province de Khyber Pakhtunkhwa.
| Ministre en chef                      | Début de mandat  | Fin de mandat    | Parti politique                       |
| ------------------------------------- | ---------------- | ---------------- | ------------------------------------- |
| Abdul Qayyum Khan                     | 23 août 1947     | 23 avril 1953    | Ligue musulmane                       |
| Sardar Abdur Rashid Khan              | 23 avril 1953    | 18 juillet 1955  | Ligue musulmane                       |
| Sardar Bahadur Khan (en)              | 19 juillet 1955  | 14 octobre 1955  | Ligue musulmane                       |
| Province abolie (Pakistan occidental) | 14 octobre 1955  | 30 juin 1970     |                                       |
| Loi martiale                          | 1er juillet 1970 | 1er mai 1972     |                                       |
| Mufti Mahmud (en)                     | 1er mai 1972     | 12 février 1973  | Jamiat Ulema-e-Islam                  |
| Sardar Inayatullah Khan Gandapur (en) | 29 avril 1973    | 16 février 1975  | Parti du peuple pakistanais           |
| Poste vacant                          | 16 février 1975  | 3 mai 1975       |                                       |
| Nasrullah Khan Khattak                | 3 mai 1975       | 9 avril 1977     | Parti du peuple pakistanais           |
| Muhammad Iqbal Khan Jadoon (en)       | 9 avril 1977     | 5 juillet 1977   | Parti du peuple pakistanais           |
| Loi martiale                          | 5 juillet 1977   | 7 avril 1985     |                                       |
| Arbab Jehangir Khan (en)              | 7 avril 1985     | 31 mai 1988      | Parti du peuple pakistanais           |
| Lt Gen (r) Fazle Haq (en)             | 31 mai 1988      | 2 décembre 1988  |                                       |
| Aftab Ahmad Sherpao (1er)             | 2 décembre 1988  | 7 août 1990      | Parti du peuple pakistanais           |
| Mir Afzal Khan (en)                   | 7 août 1990      | 20 juillet 1993  | Alliance démocratique islamique       |
| Mufti Muhammad Abbas (en)             | 20 juillet 1993  | 20 octobre 1993  |                                       |
| Pir Sabir Shah (en)                   | 20 octobre 1993  | 25 février 1994  | Ligue musulmane du Pakistan (N)       |
| Poste vacant                          | 25 février 1994  | 24 avril 1994    |                                       |
| Aftab Ahmad Sherpao (2e)              | 24 avril 1994    | 12 novembre 1996 | Parti du peuple pakistanais           |
| Raja Sikander Zaman (en)              | 12 novembre 1996 | 21 février 1997  |                                       |
| Mehtab Ahmed Khan Abbasi              | 21 février 1997  | 12 octobre 1999  | Ligue musulmane du Pakistan (N)       |
| Loi martiale                          | 12 octobre 1999  | 30 novembre 2002 |                                       |
| Akram Khan Durrani (en)               | 30 novembre 2002 | 11 octobre 2007  | Muttahida Majlis-e-Amal               |
| Shamsul Mulk (en)                     | 11 octobre 2007  | 30 mars 2008     |                                       |
| Ameer Haider Khan Hoti                | 31 mars 2008     | 20 mars 2013     | Parti national Awami                  |
| Tariq Pervez Khan (en)                | 20 mars 2013     | 31 mai 2013      |                                       |
| Pervez Khattak                        | 31 mai 2013      | 6 juin 2018      | Mouvement du Pakistan pour la justice |
| Dost Mohammad Khan                    | 6 juin 2018      | 17 août 2018     |                                       |
| Mahmood Khan                          | 17 août 2018     | 21 janvier 2023  | Mouvement du Pakistan pour la justice |
| Muhammad Azam Khan                    | 21 janvier 2023  | 11 novembre 2023 |                                       |
| Arshad Hussain Shah (en)              | 12 novembre 2023 | 2 mars 2024      |                                       |
| Ali Amin Gandapur                     | 2 mars 2024      | en fonction      | Mouvement du Pakistan pour la justice |

### Pendjab
Le ministre en chef du Pendjab est le chef du gouvernement de la province du Pendjab au Pakistan.
| Ministre en chef                | Début de mandat   | Fin de mandat     | Parti politique                       |
| ------------------------------- | ----------------- | ----------------- | ------------------------------------- |
| Iftikhar Hussain Khan (en)      | 15 août 1947      | 25 janvier 1949   | Ligue musulmane                       |
| Gouverneur                      | 25 janvier 1949   | 5 avril 1951      |                                       |
| Mian Mumtaz Daultana (en)       | 15 avril 1951     | 3 avril 1953      | Ligue musulmane                       |
| Feroz Khan Noon                 | 3 avril 1953      | 21 mai 1955       | Ligue musulmane                       |
| Abdul Hamid Khan Dasti (en)     | 21 mai 1955       | 14 octobre 1955   | Ligue musulmane                       |
| Pakistan occidental             | 14 octobre 1955   | 30 juin 1970      |                                       |
| Loi martiale                    | 1er juillet 1970  | 2 mai 1972        |                                       |
| Miraj Khalid                    | 2 mai 1972        | 12 novembre 1973  | Parti du peuple pakistanais           |
| Ghulam Mustafa Khar (en)        | 12 novembre 1973  | 15 mars 1974      | Parti du peuple pakistanais           |
| Hanif Ramay                     | 15 mars 1974      | 15 juillet 1975   | Parti du peuple pakistanais           |
| Sadiq Hussain Qureshi (en)      | 15 juillet 1975   | 5 juillet 1977    | Parti du peuple pakistanais           |
| Loi martiale                    | 5 juillet 1977    | 9 avril 1985      |                                       |
| Nawaz Sharif                    | 9 avril 1985      | 6 août 1990       | Islami Jamhoori Ittehad               |
| Ghulam Haider Wyne (en)         | août 6, 1990      | 25 avril 1993     | Islami Jamhoori Ittehad               |
| Manzoor Wattoo (1er)            | 25 avril 1993     | 19 juillet 1993   | Ligue musulmane du Pakistan (J)       |
| Manzoor Elahi                   | 19 juillet 1993   | 20 octobre 1993   |                                       |
| Manzoor Wattoo (2e)             | 20 octobre 1993   | 13 septembre 1995 | Ligue musulmane du Pakistan (J)       |
| Sardar Arif Nakai (en)          | 13 septembre 1995 | 3 novembre 1996   | Ligue musulmane du Pakistan (J)       |
| Manzoor Wattoo (en) (3e)        | 3 novembre 1996   | 16 novembre 1996  | Ligue musulmane du Pakistan (J)       |
| Mian Muhammad Afzal Hayat (en)  | 16 novembre 1996  | 20 février 1997   |                                       |
| Shahbaz Sharif (1er)            | 20 février 1997   | 12 octobre 1999   | Ligue musulmane du Pakistan (N)       |
| Gouverneur                      | 11 octobre 1999   | 29 novembre 2002  |                                       |
| Chaudhry Pervaiz Elahi          | 29 novembre 2002  | 18 novembre 2007  | Ligue musulmane du Pakistan (Q)       |
| Shiekh Ijaz Nisar (en)          | 19 novembre 2007  | 11 avril 2008     |                                       |
| Dost Muhammad Khosa (en)        | 12 avril 2008     | 8 juin 2008       | Ligue musulmane du Pakistan (N)       |
| Shahbaz Sharif (2e)             | 8 juin 2008       | 25 février 2009   | Ligue musulmane du Pakistan (N)       |
| Gouverneur                      | 25 février 2009   | 30 mars 2009      |                                       |
| Shahbaz Sharif (2e)             | 30 mars 2009      | 26 mars 2013      | Ligue musulmane du Pakistan (N)       |
| Najam Sethi (en)                | 27 mars 2013      | 7 juin 2013       |                                       |
| Shahbaz Sharif (3e)             | 8 juin 2013       | 8 juin 2018       | Ligue musulmane du Pakistan (N)       |
| Hasan Askari Rizvi (en)         | 8 juin 2018       | 20 août 2018      |                                       |
| Usman Buzdar                    | 20 août 2018      | 30 avril 2022     | Mouvement du Pakistan pour la justice |
| Hamza Shehbaz Sharif (contesté) | 30 avril 2022     | 26 juillet 2022   | Ligue musulmane du Pakistan (N)       |
| Chaudhry Pervaiz Elahi          | 27 juillet 2022   | 22 janvier 2023   | Ligue musulmane du Pakistan (Q)       |
| Mohsin Raza Naqvi               | 22 janvier 2023   | 26 février 2024   |                                       |
| Maryam Nawaz Sharif             | 26 février 2024   | en fonction       | Ligue musulmane du Pakistan (N)       |